# Głębokie, Voivodato de Pomerania
Głębokie [ɡwɛmˈbɔkʲɛ] (en alemán: Tiefensee) es un pueblo ubicado en el distrito administrativo de Gmina Pruszcz Gdańesquí, dentro del Condado de Gdańsk, Voivodato de Pomerania, en Polonia del norte. Se encuentra aproximadamente a 4 kilómetros del noroeste de Pruszcz Gdański y a 9 kilómetros al sur de la capital regional Gdansk.
Para detalles de la historia de la región, véase Historia de Pomerania.